# Ice on Fire
Ice on Fire er det nittende studiealbum af den britiske sanger Elton John og blev udgivet i 1985. Albummet var det første siden Blue Moves (1976), som var produceret af Gus Dudgeon. Sangeren George Michael medvirker på to sange på albummet: "Nikita" og "Wrap Her Up", som også var de to sange fra albummet, der udkom på single. Albummet nåede op som nummer 48 i USA og nummer tre i Storbritannien. I USA blev albummet certificeret til guld i 1986 af Recording Industry Association of America.

## Sporliste
Alle sange er skrevet af Elton John og Bernie Taupin, medmindre andet er angivet.
| #   | Titel                         | Sangskriver(e)                                                                         | Længde |
| --- | ----------------------------- | -------------------------------------------------------------------------------------- | ------ |
| 1.  | "This Town"                   |                                                                                        | 3:55   |
| 2.  | "Cry to Heaven"               |                                                                                        | 4:15   |
| 3.  | "Soul Glove"                  |                                                                                        | 3:31   |
| 4.  | "Nikita"                      |                                                                                        | 5:43   |
| 5.  | "Too Young"                   |                                                                                        | 5:13   |
| 6.  | "Wrap Her Up"                 | Elton John, Davey Johnstone, Fred Mandel, Charlie Morgan, Bernie Taupin, Paul Westwood | 6:21   |
| 7.  | "Satellite"                   |                                                                                        | 4:37   |
| 8.  | "Tell Me What the Papers Say" |                                                                                        | 3:40   |
| 9.  | "Candy by the Pound"          |                                                                                        | 3:56   |
| 10. | "Shoot Down the Moon"         |                                                                                        | 5:00   |

Note : Nogle cd-versioner indeholder bonussporet "Act of War", en duet med Millie Jackson. Denne sang er ikke inkluderet på lp-udgivelsen.

## Musikere
- Elton John – vokal, piano, synthesizer
- Davey Johnstone – elektrisk guitar, baggrundsvokal
- Nik Kershaw – elektrisk guitar
- Fred Mandel – elektrisk guitar, keyboard, synthesizer
- Charlie Morgan – trommer
- Mel Gaynor – trommer
- Dave Mattacks – trommer
- Frank Ricotti – percussion
- Paul Westwood – basguitar
- David Paton – basguitar
- Pino Palladino – basguitar
- John Deacon – basguitar
- Deon Estus – basguitar
- Kiki Dee – baggrundsvokal
- George Michael – baggrundsvokal
- Pete Thomas – saxofon
- David Bitelli – saxofon
- Rick Taylor – trombone
- Paul Spong – trompet